# فاصل مثلثي
إن الفاصل المثلثي (triangular interval) (المعروف أيضًا باسم الحيز المثلثي الجانبي والحيز المثلثي الأسفل) هو الحيز الموجود في الإبط.

## الحدود
فيما يلي اثنان من حدوده:
- العضلة المدورة الكبيرة - أعلى
- الرأس الطويل من العضلة ثلاثية الرؤؤس العضدية - الوسط

تذكر بعض المصادر أن الحد الجانبي هي عظم العضد, بينما تعرف مصادر أخرى الحد الجانبي بأنه الرأس الجانبي من الرؤوس العضدية الثلاثة others define it as the lateral head of the triceps. (الفارق الفعال بينهما ضئيل نسبيًا.)

## المحتويات
يمر العصب الكعبري والشريان العضدي العميق عبر الفاصل المثلثي في طريقهم إلى الحيز الخلفي للذراع.

## صور إضافية

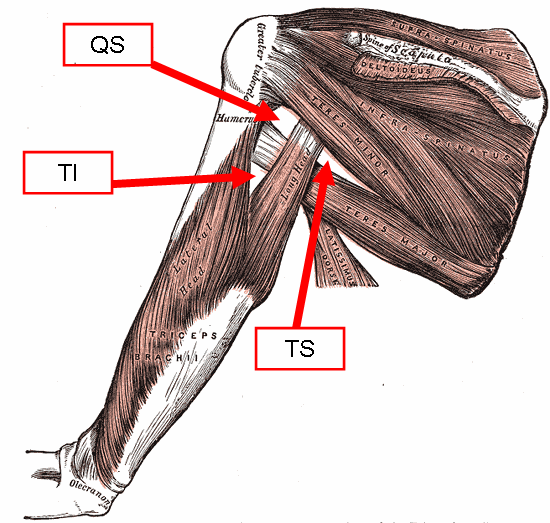
عضلات ظهر عظام الكتف والعضلة ثلاثية الرؤؤس العضدية.

## متلازمة الفاصل المثلثي
تم وصف متلازمة الفاصل المثلثي (TIS) كتشخيص مميز لآلام الجذرية في الطرف العلوي. فتلك المتلازمة عبارة عن حالة ينحصر فيها العصب الكعبري في الفاصل المثلثي مما يؤدي إلى الشعور بألم جذري في الطرف العلوي. ويمر العصب الكعبري والشريان العضدي العميق عبر الفاصل المثلثي وبهذا يكونا عرضة للإصابة. ويتميز الفاصل المثلثي بإمكانية إجراء تحورات ثانوية في درجة رقة العضلة المدورة الكبيرة والعضلة ثلاثية الرؤؤس. ولقد وصفت المتلازمة، اعتمادًا على دراسات أجريت على الجثث، بأن هناك أشرطة ليفية توجد عادةً بين العضلة المدورة الكبيرة والعضلة ثلاثية الرؤؤس. فعندما توجد تلك الأشرطة، يسبب تدوير الكتف خفضًا في مساحة العبور العرضية من الحيز. ويعتقد أن وضعيات الاسترخاء الطبيعية لتقريب الكتف والتدوير للداخل مع إطالة عظام الكتف تسبق حدوث تفقع في العضلة المدورة الكبيرة نتيجة الوضع المُقصر لهذه العضلة في هذا الوضع. أضف إلى ذلك، أن تضخم هذه العضلة قد يحدث كنتيجة ثانوية لتدريبات رفع الأثقال ويحتمل أن يقحم الفاصل المثلثي في الحصر الناتج في العصب الكعبري. ويحتمل أن يؤدي الاختلال الوظيفي للكتف إلى تقصير أو تضخم العضلة المدورة الكبيرة. فتساهم عظام الكتف التي تصاب بالتيبس، نتيجة الضيق المحفظي، في حدوث تقلصات وتصخم في العضلة المدورة الكبيرة. ومن ثم، فإن التدوير الخارجي المقيد يمكن أن يعزز تكيف تقصير وتكثيف المدورات الداخلية في الكتف لا سيما العضلة المدورة الكبيرة والعضلات تحت الكتف. فقد يفكر المرء أن ألم جانب الذراع الذي يحدث في الاختلالات الوظيفية للكتف قد يكون نتيجة لعصب يوجد بجانب توتر عصبي عكسي للعصب الكعبري. وتتميز العضلة ثلاثية الرؤؤس العضدية بالقدرة على حصر العصب الكعبري في الفاصل المثلثي نتيجة حدوث تضخم. فوجود القوس الليفي للرأس الطويل والرأس الجانبي يضيف المزيد من التعقيد إلى الموقف. فقد يسبق ذلك السيناريو تكرار عملية الإطالة العنيفة التي نراها في تدريبات رفع الأثقال والرياضات التي تقوم على تسديد اللكمات. وبهذا يكون العصب الكعبري عرضة للإصابة لأنه يمر عبر هذا الحيز، نتيجة لجميع الأسباب التي ذكرت عاليه.

## وصلات خارجية
- Photo at ithaca.edu